# Rickard Hallström
Rickard Hallström (4 de enero de 1973) es un deportista sueco que compitió en curling. Ganó una medalla de bronce en el Campeonato Europeo de Curling Masculino de 2006.

## Palmarés internacional
| Campeonato Europeo | Campeonato Europeo | Campeonato Europeo | Campeonato Europeo |
| Año                | Lugar              | Medalla            | Prueba             |
| ------------------ | ------------------ | ------------------ | ------------------ |
| 2006               | Basilea (Suiza)    | Medalla de bronce  | Equipo             |